# The Itchy and Scratchy Game
The Itchy and Scratchy Game es un videojuego lanzado en 1995 para diversas consolas. Es protagonizado por las estrellas de dibujos animados de Los Simpson, Itchy y Scratchy. En muchas versiones, el personaje principal es Itchy (Pica en España y Daly en Hispanoamérica), el cual tiene que escapar de las múltiples trampas de Scratchy (Rasca en España y Tomy en Hispanoamérica).

## El juego
Este videojuego consiste en ir corriendo alrededor de los distintos niveles y andar matando enemigos. Ambos personajes llevan un mazo como arma principal, aunque también pueden usar los diferentes elementos de los niveles como armas secundarias. Cada cierto tiempo, Scratchy aparecerá en la pantalla tras atacar a Itchy o después que Itchy haya causado daño a Scratchy. Una vez que la vida de Scratchy se agote, un jefe de batalla tomará su lugar.

## Niveles
El juego consiste en 7 niveles, los cuales están caracterizados en distintos lugares:
- Juracid Bath (Prehistoria).
- The Medieval Dead (Castillo Medieval).
- Mutilation on the Bounty (Barco Pirata).
- The Pusseidon Adventure (Bajo el océano).
- The Magnificient Severed (Viejo Oeste).
- A Site for Sawed Eyes (Edificio en construcción).
- Disassembly Line (Fábrica).